# Могилат, Александр Никонович
Александр Никонович Могилат (укр. Олександр Никонович Могилат; 19 августа 1921, Дружковка, Донецкая губерния — 22 февраля 2006, Полтава) — советский и украинский профессор, доктор технических наук, был заведующим кафедрой архитектуры и городского строительства Полтавского национального технического университета имени Юрия Кондратюка более 40 лет.
Окончил Полтавский инженерно-строительный институт (1943-48); докторская диссертация «Теплостойкость цельносборных внешних стен при действии солнечной радиации» (1970).
Работал проректором ПИСИ был основателем архитектурного факультета.
Действительный член Академии архитектуры Украины (1993).

## Книги
- «Строительные конструкции зданий и сооружений» (1980, ред.)
- «Проектирование теплозащиты покрытий гражданских зданий» (1982, соавторство)
- «Безрулонные железобетонные крыши гражданских зданий» (1985)
- «Строительная теплофизика ограждающих конструкций зданий» (1989) и др.